# Элия Верина
Э́лия Вери́на (лат. Aelia Verina; неизвестно, Византия — 484, Исаврия) — жена императора Восточной Римской Империи Льва I и сестра императора Василиска. Её дочь Ариадна была женой императоров Зенона, а затем Анастасия I. Участница придворных интриг, заговоров и мятежей.

## Замужество и семья
Верина вышла замуж за Льва, офицера армии Восточной Римской империи фракийского происхождения. В 457 он стал императором Восточной империи под именем Льва I. У них было трое детей. Старшая дочь Ариадна родилась ещё до смерти императора Маркиана, правившего в 450—457. Она была выдана замуж за Зенона. Её младшая сестра Леонтия (родилась в 457) была помолвлена с Юлием Патрикием, сыном Аспара, но помолвка была расторгнута после убийства Аспара в 471. После этого Леонтия вышла замуж за Маркиана, сына императора Запада Антемия, вместе с которым она участвовала в мятеже против Зенона, а затем была сослана в Исаврию. Единственный сын Льва и Верины родился в 463 и умер в пятимесячном возрасте.

## Императрица
В январе 457 умер император Маркиан, с его смертью пресеклась правящая династия, армия и Сенат должны были избрать нового императора. Аспар, magister militum Восточной империи, не мог сам стать императором, так как воспринимался большей частью народа как варвар. Вследствие этого он был вынужден искать кандидатуру на трон среди подчиненных ему офицеров, надеясь сохранить за собой реальную власть. Его выбор пал на Льва, и Сенат согласился с его решением.
7 февраля 457 состоялась коронация Льва константинопольским патриархом. Верина стала императрицей. Вероятно, после этого она добавила к своему имени «Элия», так как это имя было обычным в предыдущей династии Феодосия.
Чтобы противостоять Аспару, Лев приблизил к себе исаврийских федератов и их командира Тарасикодиссу, принявшего имя Зенон. Этот альянс был скреплен женитьбой Зенона на Ариадне в 467. В этом же году родился их единственный сын Лев II.
В 471 году Аспар был убит Зеноном. В октябре 473 года Лев II был провозглашен Цезарем и официально стал наследником трона. 18 января 474 Лев I умер, его внук немедленно был провозглашен императором, Верина осталась во дворце.

## Вдовствующая императрица
Так как Лев II был слишком мал, чтобы править, Верина и Ариадна решили короновать Зенона в качестве соправителя, что и было сделано 9 февраля 474. Но уже 17 ноября Лев II умер, и Зенон стал единственным императором с Ариадной в качестве императрицы.
Однако Верина не довольствовалась ролью вдовствующей императрицы. Она поддерживала Зенона, пока был жив Лев II, но после смерти внука между ней и зятем возникли серьёзные разногласия. Решив возвести на престол своего брата Василиска, она организовала заговор против Зенона и вовлекла в него своего любовника Патрикия, бывшего префекта претория, исаврийского военачальника Илла и Теодориха Страбона. В 475 году Зенон был вынужден бежать из Константинополя вместе с Ариадной.
9 января 475 Василиск был провозглашен императором. Взойдя на трон, Василиск приказал казнить любовника Верины Патрикия, считая его возможным и вероятным претендентом на престол. Из-за этого отношения между Вериной и братом испортились, она начала интриговать против него в пользу Зенона.
В 476 году военачальник Илл перешел на сторону Зенона, их объединенная армия осадила Константинополь, и Зенон вернул себе трон.

## Соперничество с Иллом
Вскоре между Вериной и Иллом возникла вражда. Причиной её была причастность Илла к казни Патрикия. В 477 году она предприняла первое покушение на него, наняв убийцу. Покушение не удалось, и через год Верина совершила ещё одну попытку, на этот раз воспользовавшись помощью своего фаворита Эпиника. Попытка вновь провалилась, а Эпиник подтвердил причастность к заговору Верины.
Илл добился от Зенона изгнания Верины из Константинополя. Вначале она была заключена в монастыре в Тарсе, а затем отправлена в Исаврию. В 478 году произошёл мятеж Маркиана, женатого на Леонтии. Мятеж едва не привёл к свержению Зенона, но Илл спас императора. Иоанн Антиохийский приписывает Верине организацию мятежа, но других подтверждений этому нет.
В 480 г. Верина всё ещё была заключена в Исаврии, однако имела возможность переписываться с Ариадной. Дочь пыталась добиться её освобождения как от своего мужа Зенона, так и от Илла. Но Илл обвинил её в попытке организовать заговор против императора. В ответ Ариадна организовала очередное покушение на него. Покушение не удалось, а наёмный убийца был пойман. Однако Зенон не стал наказывать свою жену, что привело к разрыву между ним и Иллом.

## Союз с Иллом
В 483 Илл поднял мятеж против Зенона. Верина всё ещё оставалась императрицей и поэтому могла короновать нового Августа. Илл освободил её из заключения и убедил её короновать военачальника Леонтия. Верина сотрудничала с ними, но, вероятно, доверия между ними не было, так как вскоре Илл сослал её в крепость Папирий в Исаврии. Мятеж Илла не удался, вместе с Леонтием он укрылся в укреплённой Папирии, а войска Зенона осадили крепость.
Верина умерла вскоре после начала осады. Была ли её смерть насильственной или нет — неизвестно. Согласно Иоанну Малала, после завершения осады тело Верины было найдено и отправлено Ариадне для погребения.